# Hezbi Islami

Estandarte do Hezbi Islami.

Hezbi Islami (também Hezb-e Islami, Hezb-i-Islami, Hezbi-Islami, Hezb-e-Islami), que significa Partido Islâmico, é uma organização islâmica que foi comumente conhecida por lutar contra o governo comunista do Afeganistão e seu estreito aliado, a União Soviética. Fundado e liderado por Gulbuddin Hekmatyar, foi estabelecido no Afeganistão em 1975. Cresceu a partir da organização Juventude Muçulmana, uma organização islâmica fundada em Cabul por alunos e professores na Universidade de Cabul em 1969 para combater o comunismo no Afeganistão.  A sua composição foi atraída a partir da etnia pashtuns e sua ideologia da Irmandade Muçulmana e do Jamaat-e-Islami de Abul Ala Maududi.  Outra fonte descreve-o como sendo uma dissidência distante do partido islâmico original de Burhanuddin Rabbani, Jamiat-e Islami, em 1976, após Hekmatyar constatar que grupo era demasiado moderado e disposto a se comprometer com os outros. 
Hezbi Islami buscou imitar a milícia Ikhwan da Arábia Saudita e substituir as várias facções tribais do Afeganistão com um Estado islâmico unificado. Isso os coloca em desacordo com os talibãs mais orientados para a tribo. 
Em 1979, Mulavi Younas Khalis se separa de Hekmatyar e estabelece seu próprio Hezbi Islami, conhecido como facção Khalis, com a sua base de poder em Nangarhar. Aqueles que permaneceram com Hekmatyar passaram a ser conhecidos como Hezb-e Islami Gulbuddin.
Atualmente, uma parte do Hezbi Islami é um partido político legal no Afeganistão, liderado por Abdul Hadi Arghandiwal; e outra é um grupo de guerrilha de vários milhares de membros (ainda liderado por Hekmatyar) que lutam contra o governo afegão.
O grupo encontra-se dividido em três facções:
- Hezb-e-Islami Gulbuddin
- Hezb-e Islami Khalis
- Hezb-e-Islami Khalid Farooqi